# Каронно-Варезіно
Каронно-Варезіно (італ. Caronno Varesino) — муніципалітет в Італії, у регіоні Ломбардія, провінція Варезе.
Каронно-Варезіно розташоване на відстані близько 520 км на північний захід від Рима, 45 км на північний захід від Мілана, 10 км на південь від Варезе.
Населення — 4953 особи (2014).
Щорічний фестиваль відбувається 22 січня. Покровитель — San Vincenzo martire.

## Демографія
Населення за роками:

Станом на 1 січня 2023 року в муніципалітеті офіційно проживало 216 іноземців з 38 країн, серед них 56 громадян країн Євросоюзу та 19 громадян України.

## Сусідні муніципалітети
- Альбіццате
- Карнаго
- Кастільйоне-Олона
- Кастронно
- Горнате-Олона
- Мораццоне
- Сольб'яте-Арно